# Mordecai Cubitt Cooke
Mordecai Cubitt Cooke (Horning, 12 luglio 1825 – Portsmouth, 12 novembre 1914) è stato un botanico e micologo britannico.
Cooke nacque in una famiglia di mercanti ad Horning, Norfolk e lavorò come apprendista in una fabbrica prima di essere impiegato presso uno studio legale, anche se il suo interesse principale fu per la botanica.
Nel 1862 fondò la Society of Amateur Botanists, insegnò storia naturale alla Holy Trinity National School, Lambeth, e lavorò come curatore al Museo indiano presso l'India Office dal 1860 al 1879.
Nel 1879, quando le collezioni botaniche dell'India Museum furono trasferite al Royal Botanic Gardens, Kew, Cooke le seguì.
Nel 1902 ricevette la Victoria Medal of Honour dalla Royal Horticultural Society nel 1902 e la Medaglia Linneana dalla Linnean Society of London nel 1903.
Nella sua vita ricevette numerosi diplomi ad honorem per il suo lavoro, in primo luogo nel campo della micologia, un Master of Arts dalla St. Lawrence University nel 1870, un Master of Arts dall'Università di Yale nel 1873 ed un dottorato dalla New York University.

## Pubblicazioni
- The Seven Sisters of Sleep. Popular history of the seven prevailing narcotics of the world (James Blackwood, London, 1860).
- A Manual of Structural Botany: for the use of classes, schools, & private students ... With upwards of 200 illustrations by Ruffle (Robert Hardwicke, London, 1861, new edition in 1877)
- A Manual of Botanic Terms ... With illustrations (Robert Hardwicke, London, 1862, new edition in 1873).
- A Plain and Easy Account of British Fungi: with descriptions of the esculent and poisonous species ... With twenty-four coloured plates (Robert Hardwicke, London, 1862, new edition in 1866, in 1876, 5th edition 1884, sixth edition 1898).
- Index Fungorum Britannicorum. A complete list of fungi found in the British Islands to the present date, etc. (Robert Hardwicke, London, 1863).
- Our Reptiles. A plain and easy account of the lizards, snakes, newts, toads, frogs, and tortoises indigenous to Great Britain. With original figures of every species, and numerous woodcuts (Robert Hardwicke, London, 1865, new edition in 1893 W.H. Allen & Co., London).
- Rust, smut, mildew, & mould. An introduction to the study of microscopic fungi (Robert Hardwicke, London, 1865, new edition 1870, new edition 1878, new edition 1886).
- A Fern Book for Everybody. Containing all the British ferns. With the foreign species suitable for a fernery (Robert Hardwicke, London, 1867).
- One Thousand Objects for the Microscope, etc. (Robert Hardwicke, London, 1869, new edition 1895, new edition 1900 Frederickk Warne & Co., London et New York).
- Handbook of British Fungi, with full descriptions of all the species and illustrations of the genera (deux volumes, Macmillan & Co., London & New York, 1871, new edition 1883).
- Report on the Gums, Resins, Oleo-Resins, and Resinous Products in the India Museum, or produced in India. Prepared under the direction of the Reporter on the Products of India (London, 1874).
- Fungi: their nature, influence, and uses (London, 1875, 3rd edition 1883, 5th edition 1894, new edition 1920 K. Paul).
- Report on the Oil Seeds and Oils in the India Museum, or produced in India. Prepared under the direction of the Reporter on the Products of India (London, 1876).
- The Woodlands (Society for Promoting Christian Knowledge, London, 1879).
- Mycographia, seu Icones fungorum. Figures of fungi from all parts of the world, drawn and illustrated by M. C. Cooke (Williamsz & Norgate, London, 1875 and 1879).
- Ponds and Ditches (Society for Promoting Christian Knowledge, London, 1880).
- Freaks and Marvels of Plant Life; or, Curiosities of vegetation (Society for Promoting Christian Knowledge, London, 1881).
- Illustrations of British Fungi... To serve as an atlas to the “Handbook of British Fungi” (huit volumes, Williams & Norgate, London, 1881 à 1891).
- British Fresh-Water Algæ. Exclusive of Desmidieæ and Diatomaceæ, etc. (deux volumes, Williams & Norgate, London, 1882–1884).
- British Desmids. A supplement to British Fresh-Water Algæ, etc. (Williams & Norgate, London, 1887).
- Toilers in the Sea. A study of marine life (Society for Promoting Christian Knowledge, London, 1889).
- Introduction to Fresh-Water Algæ with an enumeration of all the British species ... With thirteen plates, etc. (London, 1890).
- British Edible Fungi: how to distinguish and how to cook them, etc. (Kegan Paul, Trench, Trübner & Co., London, 1891).
- Vegetable Wasps and Plant Worms. A popular history of entomogeneous fungi or fungi parasitic upon insects... With... illustrations (Society for Promoting Christian Knowledge, London, 1892).
- Romance of Low Life amongst Plants. Facts and phenomena of cryptogamic vegetation (Society for Promoting Christian Knowledge, London, 1893).
- Handbook of British Hepaticae, etc. (W. H. Allen & Co., London, 1894).
- Edible and Poisonous Mushrooms (Society for Promoting Christian Knowledge, London, 1894, réédité en 1902).
- Down the Lane and back, in search of wild flowers. By Uncle Matt (T. Nelson & Sons, London, 1895).
- Through the Copse. Another ramble after flowers with Uncle Matt (T. Nelson & Sons, London, 1895).
- Around a Cornfield, in a ramble after wild flowers. By Uncle Matt (T. Nelson & Sons, London, 1895).
- Across the Common, after wild flowers. By Uncle Matt (T. Nelson & Sons, London, 1895).
- A Stroll on a Marsh, in search of wild flowers. By Uncle Matt (T. Nelson & Sons, London, 1895).
- Introduction to the Study of Fungi: their organography, classification, and distribution. For the use of collectors (Adam & Charles Black, London, 1895).
- Object-Lesson Handbooks to accompany the Royal Portfolio of Pictures and Diagrams (T. Nelson & Sons, London, 1897–1898).
- Introduction to fresh water algae (K. Paul, 1902).
- Fungoid Pests of Cultivated Plants (Spottiswoode & Co., London, 1906).